# كارل سكاربورو
كارل سكاربورو (بالإنجليزية: Carl Scarborough)‏ هو سائق فورمولا 1 أمريكي، ولد في 3 يوليو 1914 في بنتون في الولايات المتحدة، وتوفي في 30 مايو 1953 في إنديانابوليس في الولايات المتحدة بسبب فرط الحرارة.

## وصلات خارجية
- كارل سكاربورو على موقع Racing-Reference.info (الإنجليزية)
- كارل سكاربورو على موقع DriverDB.com (الإنجليزية)